# Kinh tế Cộng hòa Séc
Cộng hòa Séc là một quốc gia dân chủ mới nổi ở Đông Âu, có nền kinh tế công nghiệp phát triển. Nó là một trong những nền kinh tế ổn định nhất và thịnh vượng trong số các quốc gia thời kỳ hậu cộng sản ở châu Âu.
Ngành công nghiệp chính là công nghiệp nặng và máy xây dựng, sắt và thép, gia công kim loại, hóa chất, điện tử, thiết bị vận tải, sợi dệt, kính, rượu bia, sứ, gốm, dược phẩm. Sản phẩm nông nghiệp chính là củ cải đường, cỏ khô, khoai tây, lúa mì, hublông.

### Khái quát lịch sử

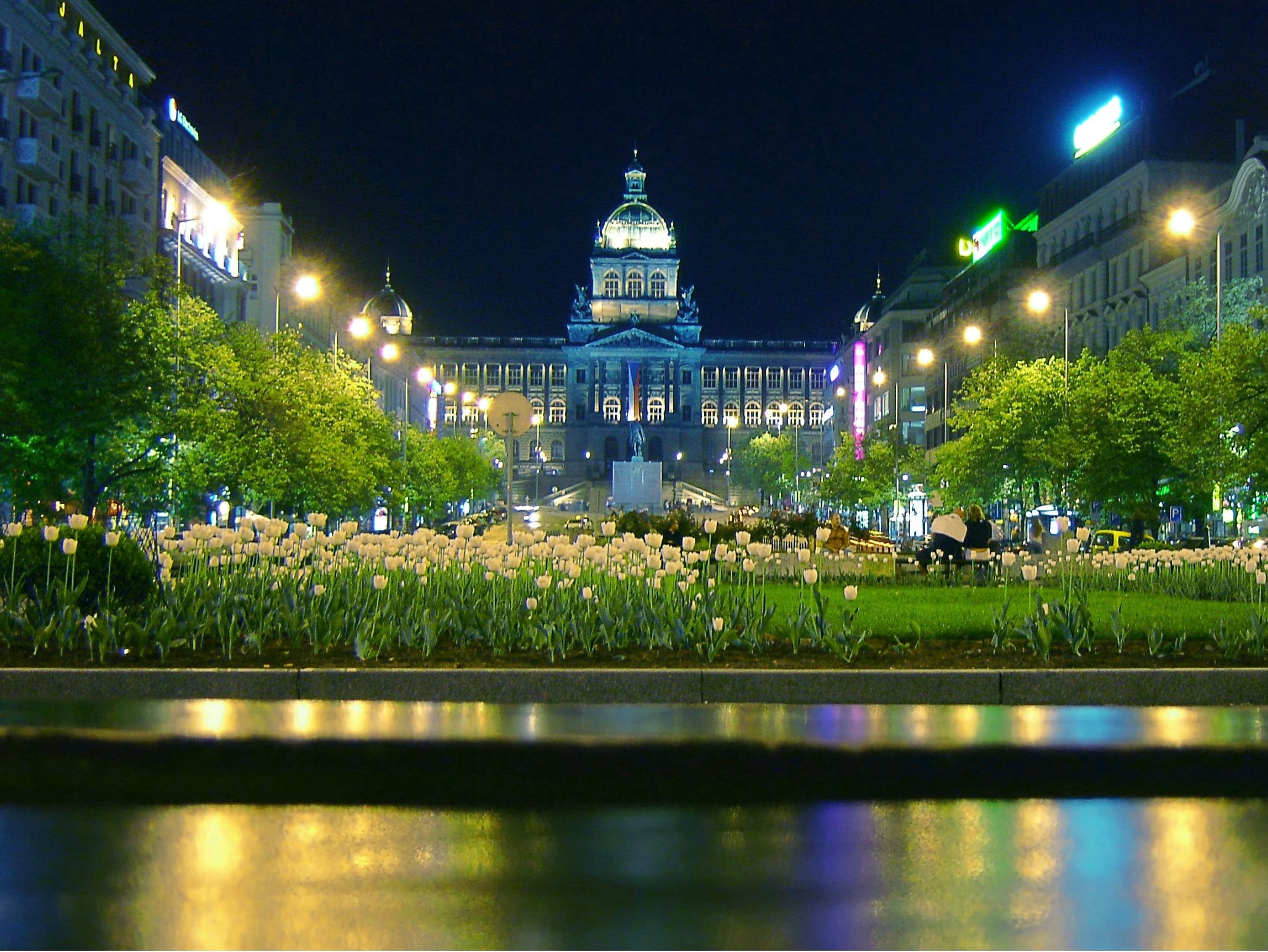
Quảng trường Wenceslas, Praha

Vào thế kỉ 19, hai vùng đất Bohemia và Moravia của Cộng hòa Séc ngày nay là trung tâm công nghiệp chính của Đế chế Áo-Hung. Vì vậy sau khi Đế chế Áo-Hung sụp đổ sau Chiến tranh thế giới thứ nhất, nước này đã thừa kế một phần lớn những cơ sở công nghiệp. Vào thời điểm đó, Tiệp Khắc được đánh giá là một nước có cơ sở hạ tầng tốt với trình độ dân trí cao song nhiều nhà máy và thiết bị của nước này có phần lạc hậu hơn so với các nước tư bản Tây Âu. Trong thời kỳ xã hội chủ nghĩa, kinh tế Tiệp Khắc tương đối phát triển và gắn bó chặt chẽ với Liên Xô. Nhưng đến năm 1991, chế độ xã hội chủ nghĩa tại Liên Xô và Đông Âu sụp đổ đã khiến cho nền kinh tế Séc mất đi nhiều thị trường lớn ở phía đông và rơi vào khủng hoảng.
Cuộc Cách mạng Nhung lụa diễn ra vào năm 1989 đã tạo điều kiện cho sự thay đổi căn bản toàn bộ nền kinh tế Séc. Tháng 1 năm 1991, "liệu pháp sốc" đã mang đến những thay đổi rất lớn: 95% các mặt hàng không còn chịu kiểm soát giá cả của nhà nước, lạm phát hạ xuống dưới 10%, tỉ lệ thất nghiệp thấp, thâm hụt ngân sách và nợ nước ngoài giảm đáng kể và đáng chú ý nhất là sự chuyển đổi trọng tâm hợp tác kinh tế từ Đông sang Tây. Cộng hòa Liên bang Đức, Hà Lan và Mỹ trở thành những nhà đầu tư lớn nhất tại Cộng hòa Séc. Sự chuyển đổi đó cũng yêu cầu những cải cách mạnh mẽ về luật pháp và hành chính nhằm tạo điều kiện thuận lợi hơn nữa cho đầu tư và phát triển. Ngân hàng và bưu chính viễn thông được quan tâm đẩy mạnh. Về tài chính, từ năm 1995, tỷ giá hối đoái giữa đồng koruna của Cộng hòa Séc và đôla Mỹ đã được thiết lập một cách ổn định. Sự tư nhân hóa ồ ạt nền kinh tế cũng diễn ra với tốc độ chóng mặt: năm 1998, đã có đến hơn 80% xí nghiệp thuộc sở hữu tư nhân.
Cuộc khủng hoảng chính trị và tài chính 1997 đã tác động mạnh đến nền kinh tế Séc. Tốc độ tăng trưởng kinh tế năm 1997 hạ xuống còn 0,3%, năm 1998 là -2,3% và năm 1999 là -0,5%. Nguyên nhân là do sự thực hiện "liệu pháp sốc" một cách vội vã và không vững chắc. Chính phủ Cộng hòa Séc đã phải xem xét lại các chính sách kinh tế của mình và điều chỉnh lại sao cho thích hợp hơn như tăng tốc việc hội nhập với các tiêu chuẩn kinh tế của EU, tái cơ cấu các doanh nghiệp, tiến hành tư nhân hóa với các ngân hàng và các ngành dịch vụ công cộng. Bắt đầu từ năm 2000, tốc độ tăng trưởng của nước này dần dần hồi phục. Xuất khẩu vào thị trường EU, đặc biệt là Đức tăng mạnh đã làm giảm thâm hụt thương mại của nước này xuống còn 5% GDP. Năm 2004, Cộng hòa Séc chính thức trở thành một thành viên của Liên minh châu Âu, đòi hỏi nước này phải thúc đẩy quá trình cải cách kinh tế hơn nữa.
Những năm gần đây, Cộng hòa Séc đang trở thành một trong những quốc gia có nền kinh tế phát triển mạnh tại khu vực Đông Âu. Theo số liệu của Quỹ tiền tệ Quốc tế, năm 2006, GDP danh nghĩa của Cộng hòa Séc là 141,8 tỷ USD (GDP theo sức mua tương đương: 236,5 tỷ USD), thu nhập bình quân đầu người đạt 13.848 USD, cao hơn so với nhiều nước Đông Âu khác như Ba Lan, Hungary, Slovakia tuy nhiên vẫn còn thấp hơn mức trung bình của Liên minh châu Âu. Nền kinh tế nước này được đánh giá là tăng trưởng nhanh và ổn định. Năm 2007, tốc độ tăng trưởng kinh tế của nước này đạt 5,7%. Cộng hòa Séc là thành viên của nhiều tổ chức kinh tế lớn như Liên minh châu Âu, WTO và OECD.

### Các ngành kinh tế

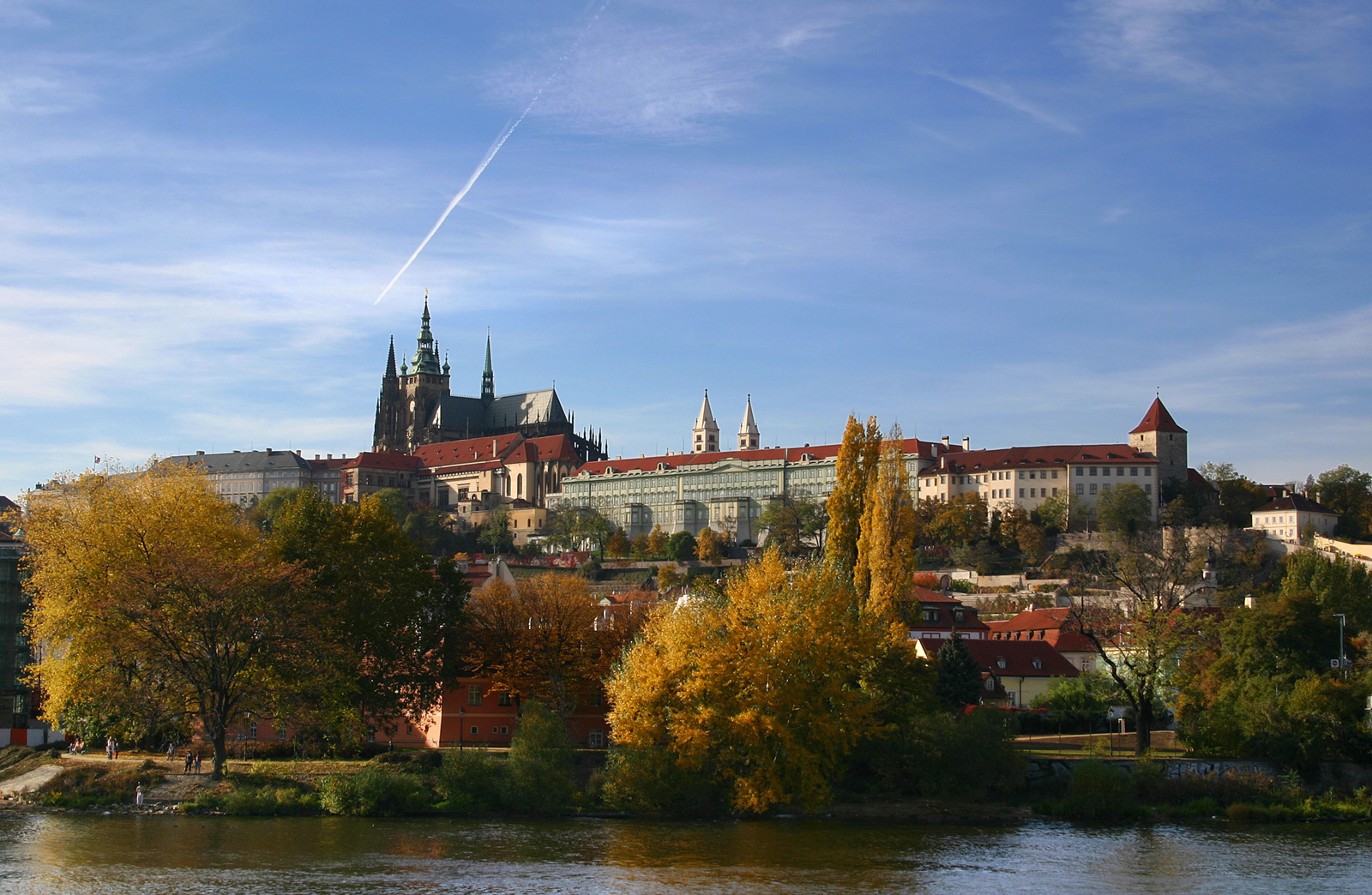
Quang cảnh Pháo đài Praha, Cộng hòa Séc

Nông nghiệp của Cộng hòa Séc không có nhiều điều kiện thuận lợi để phát triển. Các loại cây trồng chủ yếu của nước này là lúa mì, khoai tây, củ cải đường, cây hublông... Trong cơ cấu kinh tế, nông nghiệp chỉ chiếm 3,4% GDP của Cộng hòa Séc.
Vốn là một nước có sẵn những cơ sở công nghiệp từ thế kỉ 19, nền công nghiệp của Cộng hòa Séc có nhiều điều kiện thuận lợi phát triển. Các ngành công nghiệp chính của nước này là luyện kim, sản xuất máy móc, thiết bị điện tử, phương tiện giao thông, dệt may, chất hóa học, dược phẩm, chế biến lương thực thực phẩm... Bên cạnh đó, Cộng hòa Séc rất nổi tiếng với ngành công nghiệp sản xuất đồ gốm sứ và pha lê. Công nghiệp chiếm tỉ trọng 39,3% trong nền kinh tế.
Dịch vụ là lĩnh vực đóng góp nhiều nhất trong nền kinh tế, chiếm 57,3% GDP. Các ngành ngân hàng, công nghệ thông tin, viễn thông là những động lực năng động của nền kinh tế Séc và thu hút nhiều vốn đầu tư nước ngoài. Thương mại là một hoạt động kinh tế quan trọng với các đối tác thương mại chủ yếu là Cộng hòa Liên bang Đức, Slovakia, Áo, Ba Lan... Du lịch cũng là một thế mạnh của Cộng hòa Séc. Năm 2001, doanh thu từ du lịch mang về cho nước này khoảng 118 tỉ koruna, đóng góp tới 5,5% GNP của nước này. Thủ đô Praha thường là lựa chọn hàng đầu của du khách với rất nhiều các công trình văn hóa, lịch sử nổi tiếng. Những khu du lịch spa nổi tiếng như Karlovy Vary thường là điểm đến được yêu thích vào các kỳ nghỉ. Những lễ hội âm nhạc hay bia của Cộng hòa Séc cũng góp phần làm đất nước này trở thành một địa điểm du lịch hấp dẫn.

### Tiền tệ
Đồng tiền chính thức hiện nay của Cộng hòa Séc là đồng koruna. Trong tiếng Séc, từ koruna có nghĩa là "vương miện". Đồng tiền này chính thức được sử dụng từ ngày 18 tháng 2 năm 1993 sau khi Cộng hòa Séc và Slovakia tách khỏi Tiệp Khắc. Ký hiệu trong giao dịch quốc tế của đồng koruna Séc theo ISO 4217 là CZK.
Đồng tiền koruna của Cộng hòa Séc bắt đầu tham gia các tỷ giá hối đoái từ năm 1995 và được thả nổi kể từ năm 1999. Trong năm 2007, chỉ số lạm phát của đồng tiền này là 2,4% và đã được duy trì ổn định trong suốt nhiều năm qua. Cộng hòa Séc có kế hoạch gia nhập khu vực sử dụng đồng tiền chung châu Âu (euro) vào năm 2012 nhưng sau đó đã tuyên bố hoãn lại. Đầu năm 2008, Ngân hàng Quốc gia Séc tuyên bố sẽ lùi thời hạn gia nhập khu vực đồng tiền chung đến năm 2019.

### Cơ sơ hạ tầng
- Năng lượng: Cộng hòa Séc nhìn chung là một nước nghèo tài nguyên về năng lượng, ngoại trừ một ít dầu mỏ và khí gas ở miền nam Moravia. Hiện nay nước này đang hạn chế dần việc sử dụng than làm chất đốt vì vì sản sinh ra nhiều khí nhà kính gây ô nhiễm môi trường. Năng lượng nguyên tử chiếm 30% tổng nhu cầu năng lượng hiện nay ở Cộng hòa Séc, và dự kiến có thể tăng lên 40% trong những năm tới. Khí gas tự nhiên được nhập khẩu từ nước ngoài và là một khoản chi tiêu lớn của Cộng hòa Séc. Gas được nhập từ tập đoàn Gazprom của Nga qua các đường ống trung chuyển ở Ukraina và nhập từ các công ty của Na Uy, được vận chuyển qua Đức. Sản lượng điện năm 2005 đạt 77,38 tỷ Kwh và ngoài đáp ứng tiêu thụ trong nước, Cộng hòa Séc xuất khẩu gần 25 tỷ Kwh điện năng.
- Giao thông: là trái tim của châu Âu nên Cộng hòa Séc có mạng lưới giao thông dày đặc và khá phát triển. Đường sắt có tổng chiều dài 16.053 km (năm 2005) và mật độ đường sắt cao nhất trong Liên minh châu Âu: 120 km trên 1.000 km vuông.[10] Hàng năm đường sắt nước này chuyên chở khoảng 178 triệu hành khách và 100 triệu mét khối hàng hóa. Công ty "Đường sắt Séc" chiếm 99% tổng hành khách vận chuyển bằng đường sắt. Đường bộ của Cộng hòa Séc có trên 6.174 km đường quốc lộ cao tốc hạng nhất (giới hạn tốc độ 130 km/h) nối thủ đô và các thành phố chính như Brno, Plzen, Pripram... và hòa vào hệ thống đường cao tốc châu Âu tạo thành xương sống của hệ thống đường bộ nước này.[11] Đường bộ cấp thấp hơn có tổng chiều dài 48.778 km.[12] Về đường hàng không, Cộng hòa Séc có khoảng 60 sân bay công cộng trong đó lớn nhất là Sân bay quốc tế Pragua hàng năm đón khoảng 11 triệu lượt khách.[13] Hãng hàng không quốc gia là Czech Airlines có đường bay đến những thành phố lớn ở châu Âu, Bắc Mỹ, Châu Á, Trung Đông và Bắc Phi. Đường sông chủ yếu tập trung ở ba con sông chính là Labe, Vltava và Berounka với tổng chiều dài khoảng 300 km. Vận tải thủy chiếm từ 2 đến 5% lượng hàng hóa xuất nhập khẩu và có vai trò quan trọng trong thương mại với Đức, Bỉ và Hà Lan, ngoài ra nó cũng phục vụ cho du lịch.[14] Giao thông công cộng ở các thành phố lớn cũng khá thuận tiện với các phương tiện chủ yếu là xe bus, tàu điện, ngoài ra thủ đô Prague bắt đầu có tàu điện ngầm từ ngày 9 tháng 5 năm 1974, chiều dài đường tàu điện ngầm khoảng 54 km.[15]
- Thông tin và truyền thông: Cộng hòa Séc có trên 3,2 triệu thuê bao cố định (2005) và trên 12 triệu thuê bao di động (2006). Số người sử dụng điện thoại di động tăng mạnh từ giữa thập niên 1990 và đến nay đạt 120 thuê bao trên 100 người. Hệ thống thông tin nội địa đã được nâng cấp thiết bị ADSL để tạo điều kiện thuận lợi cho sử dụng Internet và 93% dung lượng trao đổi dưới dạng kỹ thuật số. Để phục vụ viễn thông quốc tế, Cộng hòa Séc có 6 vệ tinh: 2 Intersputnik, 1 Intelsat, 1 Eutelsat, 1 Inmarsat và 1 Globalstar.[16] Cộng hòa Séc có 4 đài truyền hình ở phạm vi toàn quốc và trên 20 đài khu vực trong đó Czech Television, TV Nova và Prima TV là những hãng lớn nhất. Cộng hòa Séc là nước Đông Âu đầu tiên cho phép tư nhân phát sóng truyền hình năm 1994.[17] Nước này cũng có 7 đài phát thanh toàn quốc, 76 đài phát thanh địa phương. Internet khá phát triển với những nhà cung cấp dịch vụ chính là Seznam, Centrum, Atlas, iDnes, Volny và Tiscali.